# Encarnación Redondo Jiménez
Encarnación Redondo Jiménez (Molinos de Razón, avui dia part de Sotillo del Rincón, província de Sòria, 18 d'abril de 1944) és una política i enginyera agrònoma espanyola. Ha estat funcionària del cos d'enginyers agrònoma del Ministeri d'Agricultura d'Espanya i professora de la UNED.
Ha estat membre del comitè executiu regional del Partit Popular de Castella i Lleó i de 1987 a 1994 delegada territorial de la Junta de Castella i Lleó a la província de Sòria. Fou escollida diputada a les eleccions al Parlament Europeu de 1994 i 1999. El 2002 fou presidenta de la Comissió Temporal sobre la Febre Aftosa i el 1999-2002 vicepresidenta de la Comissió d'Agricultura i Desenvolupament Rural del Parlament Europeu. No es presentà a la reelecció i ocupà l'alcaldia de Sòria de 2003 a 2007, mercè una coalició del PP amb Iniciativa por el Desarrollo Soriano (IDES). De 2007 a 2001 fou portaveu del PP a l'ajuntament de Sòria. El 2011 decidí no presentar-se a la reelecció.